# Comité olympique libyen
Le Comité olympique libyen (en arabe,  اللجنة الأولمبية الليبية) est le comité national olympique de la Libye, fondé en 1962 et reconnu par le CIO l'année suivante.

## Histoire
Le comité est fondé le 15 avril 1962 et reconnu par le Comité international olympique en octobre 1963.
La Libye participe à ses premiers Jeux olympiques en 1964 à Tokyo.